# Verschlämmung
Unter Verschlämmung versteht man in der Bodenkunde die Verlagerung von Bodenteilchen an der Bodenoberfläche durch Regentropfen bzw. allgemein durch (auch fließende) Wasserbewegung. Durch Tropfenschlag (Hagel, Starkregen, Dauerregen, Beregnung) werden die Bodenaggregate mehr oder weniger stark mechanisch zerkleinert und Feinanteile bzw. Einzelkörner herausgelöst. Die gelösten Teilchen sedimentieren im stehenden oder leicht fließenden Wasser (Oberflächenabfluss) oft in geschichteter Form.
Folgen der Verschlämmung sind an der Bodenoberfläche:
- Einebnung; dies führt zu beschleunigtem Oberflächenabfluss.
- Verschluss von Bodenporen; dies führt zur Verminderung der Wasseraufnahme (Infiltration)[1] sowie zur Reduktion des Gasaustausches zwischen Boden und Atmosphäre.
- Krustenbildung nach der Abtrocknung; dies behindert den Durchbruch keimender Pflanzen durch die Bodenoberfläche.

Das Ausmaß der Verschlämmung hängt vor allem ab von der Stabilität der Bodenaggregate an der Bodenoberfläche. Die Stabilität der Bodenaggregate wiederum unterliegt einem von der Kornverteilung des Bodens, der vorausgehenden Bodenbearbeitung, dem Zeitraum nach der Bearbeitung und der Bodenfeuchte abhängigen Wandel.
Besonders empfindlich gegenüber Verschlämmung sind frisch und intensiv bearbeitete (Saatbeetbereitung), relativ trockene, an Grobschluff und Feinsand reiche Ackerböden, die in Hanglage daher auch stark erosionsgefährdet sind.
Risiko und Intensität der Verschlämmung sind auch abhängig von der Planschwirkung der Regentropfen, mithin von der Häufigkeit von Starkregenereignissen, Intensität und Dauer eines Regens, der Größe und Fallhöhe der Regentropfen (aus Wolken mehrere 100 m bis 1000 m, von Baumkronen 5 m bis 100 m, von Getreide < 1 m). Wirksamster Schutz vor Verschlämmung ist daher eine Pflanzen- oder Mulchdecke nebst mechanischer Lockerung des Bodens unterhalb der Mulchdecke durch konservierende Bodenbearbeitung.
Für die Landwirtschaft – besonders im Feldbau, aber auch in der Wein- und Obstkultur – ist Verschlämmung des Ackerbodens ein Störfaktor sowohl in der Bewirtschaftung (Erschwernis des maschinellen Zugangs) als auch im Wachstum des Pflanzguts (schlechte Wasserversorgung, Schädigung der Bodenfauna) und zählt als Elementarschaden. Daher ist er im Allgemeinen durch einschlägige landwirtschaftliche Versicherungen gedeckt. Auf Grünland und anderem bedeckten Boden tritt das Phänomen kaum auf.